# Hippodrome Saint-Gervais
L'Hippodrome Saint-Gervais se situe à L'Isle-sur-la-Sorgue dans le Vaucluse. Une dizaine de réunions s'y tiennent chaque année.

## Courses
C'est un hippodrome mixte, organisant des courses de trot et de galop, au cours du mois de juillet

## Caractéristiques
Piste en herbe, corde à droite, de 1 230 mètres. Les distances les plus utilisées sont de 2 100 mètres et de 2 650 mètres. Départ aux élastiques.

## Autres activités de l'hippodrome
au centre de l hippodrome il y a deux terrains de football.pour l'entraînement du club de foot de l'Isle sur la sorgue (bci) pour les enfants et adolescents dans la semaine . match les weekends.[réf. souhaitée]

### liens externes
- office du tourisme du pays des sorgues